# 부산개성중학교
부산개성중학교(釜山開成中學校)는 대한민국 부산광역시 부산진구 가야동에 위치한 공립 중학교이다.

## 학교 연혁
- 1895년 1월 25일 : 부산상업고등학교 전신인 『개성학교』 로 개교
- 1951년 8월 31일 : 학제변경에 의해 「부산개성중학교」 로 인가
- 1952년 9월 27일 : 제1대 오병옥 교장 취임
- 2002년 6월 22일 : 이전 학교 신축 착공
- 2005년 2월 14일 : 신축교사 이전 개학
- 2005년 5월 1일 : 교육인적자원부지정 사회복지사활용 정책 연구학교 운영(~2007.04.31)
- 2007년 12월 20일 : 2008학년도 학교숲가꾸기 연구학교 선정
- 2011년 12월 14일 : 사교육절감형 창의경영학교 3차년도 통합보고회
- 2014년 6월 12일 : 선진형 교과교실제 개관식
- 2018년 2월 20일 : 급식실 현대화 사업
- 2023년 3월 1일 : 제30대 김주안 교장 취임
- 2024년 1월 5일 : 제73회 졸업식(졸업생 7학급 164명, 총 36,203명)
- 2024년 3월 4일 : 제73회 입학식(입학생 7학급 182명)

## 참고 자료
- 부산개성중학교 - 한국교육학술정보원 학교알리미